# Rząd Iona Chicu

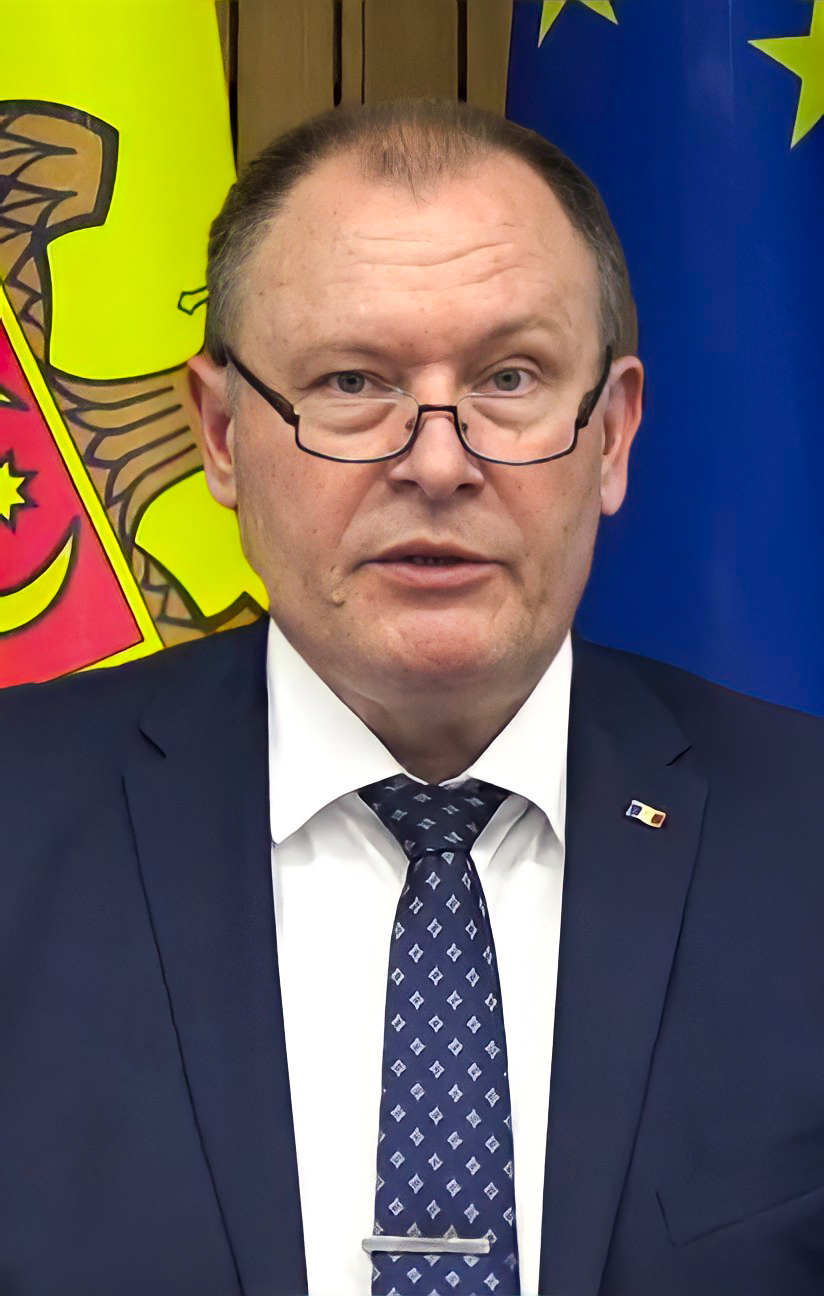
P.o. premiera Aureliu Ciocoi

Rząd Iona Chicu – rząd Mołdawii pod kierownictwem Iona Chicu. Powstał 14 listopada 2019 roku, dwa dni po tym, jak w wyniku wotum nieufności odwołany został rząd Mai Sandu. Przy poparciu posłów Partii Socjalistów Republiki Mołdawii i Partii Demokratycznej w parlamencie Mołdawii Chicu został zatwierdzony jako nowy premier. Rząd został rozwiązany 6 sierpnia 2021 roku, kiedy funkcjonowanie rozpoczął rząd Natalii Gavrility.

## Skład rządu
| Funkcja                                                | Imię i nazwisko     | Czas pełnienia funkcji | Czas pełnienia funkcji | Partia      |
| Funkcja                                                | Imię i nazwisko     | Od                     | Do                     | Partia      |
| ------------------------------------------------------ | ------------------- | ---------------------- | ---------------------- | ----------- |
| Premier                                                | Ion Chicu           | 14 listopada 2019      | 31 grudnia 2020        | bezpartyjny |
| Premier                                                | Aureliu Ciocoi      | 31 grudnia 2020        | 6 sierpnia 2021        | bezpartyjny |
| Minister Spraw Zagranicznych i Integracji Europejskiej | Aureliu Ciocoi      | 9 listopada 2020       | 6 sierpnia 2021        | bezpartyjny |
| Wicepremier                                            | Sergiu Puscuta      | 14 listopada 2019      | 31 grudnia 2020        | bezpartyjny |
| Minister Finansów                                      | Sergiu Puscuta      | 14 listopada 2019      | 31 grudnia 2020        | bezpartyjny |
| Wicepremier ds. Reintegracji                           | Alexandru Flenchea  | 14 listopada 2019      | 16 marca 2020          | bezpartyjny |
| Wicepremier ds. Reintegracji                           | Cristina Lesnic     | 16 marca 2020          | 9 listopada 2020       | bezpartyjna |
| Wicepremier ds. Reintegracji                           | Olga Cebotari       | 9 listopada 2020       | 6 sierpnia 2021        | bezpartyjna |
| Minister Gospodarki i Infrastruktury                   | Anatol Usatii       | 14 listopada 2019      | 16 marca 2020          | bezpartyjny |
| Minister Gospodarki i Infrastruktury                   | Sergiu Railean      | 16 marca 2020          | 9 listopada 2020       | PDM         |
| Minister Gospodarki i Infrastruktury                   | Anatol Usatii       | 9 listopada 2020       | 6 sierpnia 2021        | bezpartyjny |
| Minister Spraw Zagranicznych i Integracji Europejskiej | Aureliu Ciocoi      | 14 listopada 2019      | 16 marca 2020          | bezpartyjny |
| Minister Spraw Zagranicznych i Integracji Europejskiej | Oleg Tulea          | 16 marca 2020          | 9 listopada 2020       | PDM         |
| Minister Spraw Wewnętrznych                            | Pavel Voicu         | 14 listopada 2019      | 6 sierpnia 2021        | PSRM        |
| Minister Obrony                                        | Victor Gaiciuc      | 14 listopada 2019      | 16 marca 2020          | bezpartyjny |
| Minister Obrony                                        | Alexandru Pinzari   | 16 marca 2020          | 9 listopada 2020       | bezpartyjny |
| Minister Obrony                                        | Victor Gaiciuc      | 9 listopada 2020       | 6 sierpnia 2021        | bezpartyjny |
| Minister Sprawiedliwości                               | Fadei Nagacevschi   | 14 listopada 2019      | 6 sierpnia 2021        | PSRM        |
| Minister Rolnictwa, Rozwoju Regionalnego i Środowiska  | Ion Perju           | 14 listopada 2019      | 6 sierpnia 2021        | bezpartyjny |
| Minister Edukacji, Kultury i Badań Naukowych           | Corneliu Popovici   | 14 listopada 2019      | 16 marca 2020          | bezpartyjny |
| Minister Edukacji, Kultury i Badań Naukowych           | Igor Sarov          | 16 marca 2020          | 9 listopada 2020       | PDM         |
| Minister Edukacji, Kultury i Badań Naukowych           | Lilia Pogolsa       | 9 listopada 2020       | 6 sierpnia 2021        | bezpartyjna |
| Minister Zdrowia, Pracy i Polityki Społecznej          | Viorica Dumbraveanu | 14 listopada 2019      | 6 sierpnia 2021        | bezpartyjna |
|                                                        |                     |                        |                        |             |
| Gubernator Gagauzji                                    | Irina Vlah          | 15 kwietnia 2015       | obecnie                | bezpartyjna |

Baszkan (gubernator) Gagauzji jest wybierany w wyborach powszechnych, równych, bezpośrednich, tajnych i wolnych na czteroletnią kadencję. Jedna osoba nie może być gubernatorem dłużej niż przez dwie kadencje. Dekret prezydenta Mołdawii stwierdza, że Baszkan jest członkiem rządu Mołdawii.